# Ponte Alta do Tocantins
Ponte Alta do Tocantins é um município brasileiro do estado do Tocantins. Localiza-se a uma latitude 10º44'38" sul e a uma longitude 47º32'10" oeste, estando a uma altitude de 294 metros. Sua população estimada em 2014 era de 7.712 habitantes.
Possui uma área de 6491,19 km². É uma cidade turística, conhecida como portal do Jalapão.